# اوگی-سور-اوبوا
اوگی-سور-اوبوا (به فرانسوی: Augy-sur-Aubois) یک کمون در فرانسه است که در canton of Sancoins واقع شده‌است. اوگی-سور-اوبوا ۳۰٫۴۶ کیلومتر مربع مساحت دارد ۲۰۶ متر بالاتر از سطح دریا واقع شده‌است.